# Manchesterterriër
De Manchesterterriër is een hondenras van het terriërtype.

## Voorkomen
Manchesterterriërs worden gezien als het oudste van alle identificeerbare terriërrassen. Ze worden al genoemd in werken uit de 16e eeuw. In 1570 maakte Dr. Caius (Encyclopedia of Dogs) een vermelding van de 'Zwarte en Tan Terriër'. Hij had het hier echter over een ras dat kleiner was dan het ras dat we tegenwoordig kennen.
Begin 19e eeuw begon de hond meer te lijken op de huidige Manchesterterriër. In The Dog in Health and Disease door J. A. Walsh wordt een volledig hoofdstuk gewijd aan de Zwarte en Tan, en werd het ras voor het eerst erkend als een officieel ras. De beschrijving die Walsh gaf is nog altijd van toepassing: een vacht met gladde haren, een lange neus, een nauwe platte schedel, kleine en heldere ogen en de borst meer diep dan breed.

## Variaties
In Noord-Amerika wordt de Manchesterterriër onderverdeeld in twee variaties. De Toy Manchesterterriër is een kleinere versie van de standaard Manchesterterriër. De toy variant weegt minder dan 5,4 kilogram en heeft van nature rechtopstaande oren. De standaard variant weegt 5,4 tot 10 kilogram en kent drie oortypes (rechtopstaand, button en gecoupeerd). Behalve het verschil in omvang en oortype zijn de twee varianten identiek.
In Engeland staan de twee varianten bekend als andere rassen: de Manchester Terriër en de Engelse Toy Terriër.

## Geschiedenis

### In Engeland
Begin 19e eeuw had Engeland te kampen met een rattenplaag en op ratten jagen werd dan ook een populaire sport. John Hulme, een enthousiaste deelnemer van de rattenjachtsport, kruiste een Whippet met andere terriërsoorten om een snel gestroomlijnd dier te fokken dat ideaal zou zijn voor de jacht. Deze kruising bleek zo succesvol, dat het massaal werd herhaald. Hieruit ontstond de Manchesterterriër.
Tegen 1827 had de gevechtsdrang van het ras hem tot een populaire jachthond gemaakt. De Manchester kon tegenstanders vloeren die tweemaal zo groot waren als hijzelf. Oren werden gecoupeerd om te voorkomen dat ze konden worden beschadigd bij de jacht.
Toen de rattenjacht illegaal werd in Engeland werden de honden massaal aangeschaft door eigenaren van restaurants en andere publieke plaatsen. De eigenaren lieten de honden ’s nachts loslopen en zo de ratten wegjagen of doden.
In 1860 kreeg het ras officieel de naam Manchesterterriër. Tot die tijd stonden ze vooral bekend als "Rat Terriërs". Ook kleinere soorten begonnen te verschijnen omdat sommigen de hond kruisten met Chihuahuas. Dit had echter problemen tot gevolg zoals honden met een misvormde vacht en ogen.

### In deVerenigde Staten
In 1886, twee jaar nadat de Amerikaanse Kennel Club was opgericht, werd de Manchesterterriër erkend als ras in de Verenigde Staten.
In 1923 werd de "Manchester Terrier Club of America" erkend en in 1938 de "American Toy Manchester Terrier Club".
Tegen 1952 zat de "Manchester Terrier Club of America" zonder georganiseerd ras. Daarom werden de twee Terriër varianten gecombineerd met de formatie van de "American Manchester Terrier Club" in 1958. Deze organisatie bestaat nog steeds.